# Caradrina apatetica
Caradrina apatetica là một loài bướm đêm trong họ Noctuidae.